# 天山街道 (库尔勒市)
天山街道，是中华人民共和国新疆维吾尔自治区巴音郭楞蒙古自治州库尔勒市下辖的一个乡镇级行政单位。

## 行政区划
天山街道下辖以下地区：
双拥社区、蓝天社区、电力社区、客运社区、华凌社区、北站社区、龙祥社区和天山社区。